# Los maestros cantores de Núremberg
Los maestros cantores de Núremberg (título original en alemán, Die Meistersinger von Nürnberg) es una ópera en tres actos con música y libreto en alemán de Richard Wagner. Es una de las óperas más largas, aproximadamente alrededor de cuatro horas y media. Se estrenó en el Königliches Hof- und National-Theater en Múnich, el 21 de junio de 1868. El director en el estreno fue Hans von Bülow.
La historia tiene lugar en Núremberg a mediados del siglo XVI. Entonces, Núremberg era una Ciudad Libre Imperial y uno de los centros del Renacimiento en el norte de Europa. La historia gira alrededor de la guilda real de Meistersinger (Maestros cantores), una asociación de poetas y músicos aficionados, en su mayor parte de la clase media y a menudo maestros artesanos en sus profesiones. Los Maestros cantores desarrollaron un enfoque artesano hacia la música, con un intrincado sistema de reglas para la composición e interpretación de canciones. La obra toma mucho de su encanto de su leal representación de la Núremberg de la época y las tradiciones de la cofradía de los Maestros cantores. Uno de los principales personajes, el poeta-zapatero Hans Sachs, se basa en una auténtica figura histórica: Hans Sachs (1494–1576), el más famoso de los maestros cantores históricos.
Para la realización del libreto, Richard Wagner utilizó diversas obras literarias: Jacob Grimm (Über den altdeutschen Meistergesang, 1811); la edición de los poemas de Hans Sachs hecha por J. G. Büsching (1816-1819) y su biografía por Friedrich Furchau (1820), así como la Crónica de Núremberg (1697) de J. G. Wagenseil. 
Los maestros cantores de Núremberg ocupa un lugar único en la obra de Wagner. Es la única comedia entre sus óperas de madurez (habiendo llegado a rechazar su temprana Das Liebesverbot) y es, junto con Rienzi, de las pocas basadas en un tiempo y espacio bien definidos históricamente más que en un ambiente mítico o legendario. Es la única ópera de madurez de Wagner que se basa en una historia enteramente original, ideada por el propio Wagner. También es la única de las obras de madurez de Wagner en que no hay elementos o poderes mágicos o sobrenaturales. Es un homenaje a la burguesía de la Alemania medieval, a la música contrapuntística de Bach y al espíritu teutón. Los maestros cantores es, como Orfeo, Capriccio y el propio Tannhäuser de Wagner, una obra musical en la que la composición de música forma parte esencial de la historia.
Fue estrenada en el Teatro Nacional de Múnich (hoy Ópera Estatal de Baviera) en 1868 y forma parte del Canon de Bayreuth. Esta ópera sigue en el repertorio, aunque no está entre las más representadas; en las estadísticas de Operabase aparece con el n.º 77 de las cien óperas más representadas en el período 2005-2010, siendo la 18.ª en Alemania y la décima de Wagner, con 50 representaciones.

## Interpretación
El argumento de la ópera tiene un evidente significado simbólico mediante el que Wagner expresa sus opiniones sobre la música. Los maestros cantores serían los músicos profesionales, de los cuales Beckmesser representaría la tradición académica que no admite novedades, y Hans Sachs el arte que es admirado por el pueblo. Por el contrario, Walther, que Wagner identifica consigo mismo, sería el artista libre de reglas académicas que alcanza su propio lenguaje individual sin sujetarse a las convenciones. Si bien el desarrollo de la ópera intenta demostrar que este es el verdadero arte, en el final de la ópera Hans Sachs recuerda la importancia de los maestros, que mantienen la tradición, haciendo además un discurso nacionalista acerca del arte alemán.

## Personajes
| Personaje | Tesitura               | Elenco del estreno, 21 de junio de 1868 (Director: Hans von Bülow) |
| --- | ---------------------- | ------------------------------------------------------------------ |
| Eva, hija de Pogner                                                                                              | soprano                | Mathilde Mallinger                                                 |
| Magdalena, aya de Eva                                                                                            | mezzosoprano           | Sophie Dietz                                                       |
| Walther von Stolzing, un joven caballero de Franconia                                                            | heldentenor            | Franz Nachbaur                                                     |
| David, aprendiz de Sachs                                                                                         | tenor de carácter alto | Max Schlosser                                                      |
| Hans Sachs, zapatero, maestro cantor                                                                             | bajo-barítono          | Franz Betz                                                         |
| Veit Pogner, orfebre, maestro cantor                                                                             | bajo                   | Kaspar Bausewein                                                   |
| Sixtus Beckmesser, administrador municipal, maestro cantor                                                       | barítono ligero        | Gustav Hölzel                                                      |
| Fritz Kothner, panadero, maestro cantor                                                                          | barítono               | Karl Fischer                                                       |
| Kunz Vogelgesang, peletero, maestro cantor                                                                       | tenor                  | Karl Samuel Heinrich                                               |
| Konrad Nachtigall, hojalatero, maestro cantor                                                                    | bajo                   | Eduard Sigl                                                        |
| Hermann Ortel, jabonero, maestro cantor                                                                          | bajo                   | Franz Thoms                                                        |
| Balthasar Zorn, estañero, maestro cantor                                                                         | tenor                  | Bartholomäus Weixlstorfer                                          |
| Augustin Moser, sastre, maestro cantor                                                                           | tenor                  | Michael Pöppl                                                      |
| Ulrich Eisslinger, tendero, maestro cantor                                                                       | tenor                  | Eduard Hoppe                                                       |
| Hans Foltz, calderero, maestro cantor                                                                            | bajo                   | Ludwig Hayn                                                        |
| Hans Schwarz, calcetero, maestro cantor                                                                          | bajo                   | Leopold Grasser                                                    |
| Sereno | bajo-barítono          | Ferdinand Lang                                                     |
| Ciudadanos de todas las cofradías y sus esposas, viajeros, aprendices, mujeres jóvenes, ciudadanos de Núremberg. |                        |                                                                    |

## Argumento

### Acto I

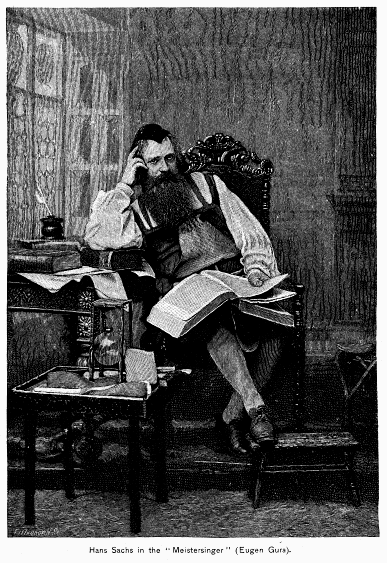
Eugen Gura como Hans Sachs, 1882.

Escena 1: Interior de la iglesia de Santa Catalina en Núremberg
Después de una magnífica obertura orquestal se inicia el acto con un coro cantado en dicha iglesia, donde está concluyendo un servicio religioso para la víspera de San Juan, justo cuando Walther von Stolzing, joven caballero de Franconia, se dirige a Eva, a quien ha conocido antes, y le pregunta si está comprometida con alguien. Eva se ha enamorado de Walther a primera vista, pero le informa de que su padre, el orfebre y maestro cantor Veit Pogner, ha dispuesto entregar su mano en matrimonio al ganador del concurso de canto de la cofradía en el día de San Juan, al día siguiente. La doncella de Eva, Magdalena, induce a David, el aprendiz de Hans Sachs, a enseñarle a Walther el arte de los maestros cantores. La esperanza es que Walther se clasifique como maestro cantor durante la reunión de la cofradía, que se celebra habitualmente en la iglesia después de la misa, y de esta manera conseguir un puesto en el concurso de canto, a pesar de su profunda ignorancia de las reglas y convenciones de los maestros de la cofradía.
Escena 2
Mientras los demás aprendices preparan la iglesia para el encuentro, David advierte a Walther de que no es fácil convertirse en maestro cantor; exige muchos años de aprendizaje y práctica. Empieza a dar una confusa lección sobre las reglas de composición y canto de los maestros cantores (muchas de las melodías que describe pertenecían realmente a maestros de la época). Walther está confundido por las complicadas normas, pero está decidido a intentar encontrar un lugar en la cofradía de todas formas.
Escena 3
Los primeros maestros cantores se ponen en fila en la iglesia, incluidos el rico padre de Eva, Veit Pogner, y el administrador municipal, Beckmesser. Beckmesser, un cantante técnico y listo que estaba esperando ganar el concurso sin oposición, se preocupa al ver que Walther es el invitado de Pogner y pretende entrar en el concurso. Mientras tanto, Pogner presenta a Walther a los otros maestros cantores conforme van llegando. Fritz Kothner el panadero, desempeñando el cargo de presidente de la reunión, pasa lista. Pogner, dirigiéndose a la asamblea, anuncia su oferta de la mano de su hija para el ganador del concurso de canto. Cuando Hans Sachs señala que Eva debería poder decir algo en el asunto, Pogner está de acuerdo en que Eva puede rechazar al ganador del concurso, pero que ella de todas formas debe casarse con un maestro cantor. Otra sugerencia de Sachs, que el pueblo de la ciudad, más que los maestros, debería ser quien decidiese el ganador del concurso, es acallado por los demás maestros. Pogner presenta formalmente a Walther como candidato para la admisión a la cofradía. Preguntado por Kothner sobre su pasado, Walther afirma que las obras de Walter von der Vogelweide fueron su inspiración poética, y sus maestros en música fueron los pájaros y la propia naturaleza. Con renuencia los maestros se muestran conformes en admitirlo, siempre que pueda proporcionar una canción de maestro de composición propia. Walther elige el amor como tema de su canción y por lo tanto será juzgada solo por Beckmesser, el «marcador» de la cofradía. Walther se lanza a una melodía nueva en forma libre, obviamente rompiendo todas las reglas de los maestros cantores, y su canción es constantemente interrumpida por el arañazo de la tiza de Beckmesser en su tablero, anotando maliciosamente cada una de las vulneraciones, una detrás de otra. Cuando Beckmesser ha cubierto completamente la pizarra con símbolos de los errores de Walther, interrumpe la canción y argumenta que no hay razón alguna para acabarla. Sachs intenta convencer a los maestros de que permitan a Walther seguir, pero Beckmesser sarcásticamente dice que Sachs debería dejar de establecer la política y en lugar de ello, acabar de hacerle sus nuevos zapatos, que ya se está retrasando. El resto de los maestros rechazan al caballero.

### Acto II

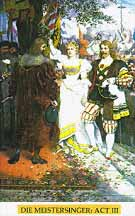
Meistersinger von Nürnberg por Ferdinand Leeke.

Escena 1: Tarde en una calle de Núremberg, en la esquina entre el taller de Pogner y el de Hans Sachs
David informa a Magdalena del fracaso de Walther. En su disgusto, Magdalena se marcha sin dar a David la comida que ella le había traído. Esto suscita la desilusión de otros aprendices, y David está a punto de volverse a ellos cuando Sachs llega y empuja a su aprendiz al taller.
Escena 2
Pogner llega con Eva, implicándose en una conversación con rodeos: Eva duda si preguntar sobre el resultado de la solicitud de Walther, y Pogner tiene dudas privadas sobre si era sabio ofrecer la mano de su hija en matrimonio al que gane el concurso de canto. Mientras entran en la casa, Magdalena aparece y le pregunta a Eva sobre los rumores del fracaso de Walther. Eva decide preguntar a Sachs sobre el tema.
Escena 3
Cuando llega el ocaso, Hans Sachs se sienta enfrente de su casa para trabajar en un nuevo par de zapatos para Beckmesser. Se deleita en la canción de Walther, que le ha producido una profunda impresión.
Escena 4
Eva se acerca a Sachs, y ellos hablan del concurso de canto del día siguiente. Eva no siente entusiasmo por Beckmesser, quien parece ser el único concursante elegible. Eva dice que a ella no le importaría si Sachs, un viudo, fuera a ganar el concurso. Aunque conmovido, Sachs protesta que él sería demasiado viejo para ser su marido. Incitado, además, Sachs narra el fracaso de Walther en la reunión de la cofradía. Esto hace que Eva salga enfurecida, confirmando la sospecha de Sachs que se ha enamorado de Walther. Eva es interceptada por Magdalena, quien la informa de que Beckmesser viene a darle una serenata. Eva, decidida a buscar a Walther, le dice a Magdalena que se haga pasar por ella (Eva) en la ventana del dormitorio.
Escena 5
Justo cuando Eva va a abandonar, aparece Walther. Le dice que ha sido rechazado por los maestros cantores, y los dos se preparan para huir. Sin embargo, Sachs ha oído sus planes. Mientras están pasando, ilumina la calle con su linterna, forzándoles a esconderse en la sombra de la casa de Pogner. Walther decide enfrentarse a Sachs, pero se ve interrumpido por la llegada de Beckmesser.
Escena 6
Mientras Eva y Walther se retiran aún más en las sombras, Beckmesser empieza su serenata. Sachs lo interrumpe lanzándose en una canción de zapatero y martillando la suela de los zapatos a medio hacer. Disgustado, Beckmesser le dice a Sachs que pare, pero el zapatero replica que tiene que acabar los zapatos, de cuya tardanza Beckmesser se había quejado públicamente, en del acto I. Sachs ofrece un compromiso: se callará y permitirá a Beckmesser cantar, pero él (Sachs) será el «marcador» de Beckmesser, y marca cada uno de los errores musicales/poéticos de Beckmesser al golpear una de las suelas con su martillo. Beckmesser, que ha visto a alguien en la ventana de Eva (Magdalena disfrazada), no tiene tiempo de discutir. Intenta cantar su serenata, pero comete errores. David se despierta y ve a Beckmesser dándole una serenata a Magdalena. Ataca a Beckmesser en un rapto de celos. Todo el vecindario es despertado por el ruido. Los otros aprendices se apresuran a la pelea, y la situación degenera en una algarada. En la confusión, Walther intenta escaparse con Eva, pero Sachs empuja a Eva a su casa y arrastra a Walther a su propio taller. Se restaura la calma tan abruptamente como se había roto. Una figura solitaria camina por la calle — el sereno, diciendo la hora.

### Acto III
Escena 1: el taller de Sachs
Conforme amanece, Sachs está leyendo un gran libro. Perdido en sus pensamientos, no responde cuando David regresa de entregar los zapatos de Beckmesser. David finalmente logra atraer la atención de su maestro, y tratan de las siguientes festividades — es el día de San Juan, el día onomástico de Hans Sachs. David recita sus versos por Sachs, y se marcha a preparar la fiesta. A solas, Sachs piensa sobre la rebelión de la noche anterior. «¡Locura! ¡Locura! ¡Locura por todas partes!» («Wahn! Wahn! Überall Wahn!») Su decisión de impedir un rapto había terminado en una sorprendente violencia. A pesar de todo, está decidido a hacer que la locura trabaje para él ese día.
Escena 2
Sachs da a Walther una lección práctica sobre la historia y la filosofía de la música y los maestros cantores, y le enseña a moderar su canto de acuerdo con el espíritu (si no la letra estricta) de las reglas de los maestros. Walther demuestra su comprensión componiendo dos secciones de una nueva canción para el premio en un estilo más aceptable que su intento anterior del acto I. Sachs escribe los nuevos versos conforme Walther los canta. Una sección final queda pendiente de componer, pero Walther está cansado de palabras. Los dos hombres dejan la habitación para vestirse para la fiesta.
Escena 3
Beckmesser, aún dolorido por la paliza de la noche anterior, entra en el taller. Ve los versos de la canción del premio, escrita de manos de Sachs, e infiere que Sachs está planeando en secreto entrar en el concurso por la mano de Eva. El zapatero vuelve a la habitación y Beckmesser se enfrenta a él por los versos. Sachs declara que no tiene intención de cortejar a Eva, y niega haber escrito la canción (aunque admite que la escritura es suya). Da el manuscrito a Beckmesser como regalo. Promete no reclamar nunca la canción como propia, y advierte a Beckmesser que es una canción muy difícil de interpretar y cantar. Beckmesser, restaurada su confianza por la perspectiva de usar versos escritos por el famoso Hans Sachs, ignora la advertencia y se apresura a prepararse para el concurso de canto. Sachs sonríe ante la estupidez de Beckmesser, pero expresa la esperanza de que Beckmesser aprenderá a ser mejor en el futuro.
Escena 4
Eva llega al taller. Busca a Walther, pero pretende quejarse de un zapato que Sachs hizo para ella. Sachs se da cuenta de que el zapato encaja perfectamente, pero simula que va a cambiar lo que había cosido. Mientras trabaja, dice a Eva que acaba de oír una bella canción, sólo que le falta el final. Eva grita mientras Walther entra en la habitación, espléndidamente vestido para la fiesta, y canta la tercera sección, final, de la canción del premio. La pareja se muestra llena de gratitud por Sachs, y Eva le pide a Sachs que la perdone por haber manipulado sus sentimientos. El zapatero los aleja con quejas de su trabajo como zapatero, poeta y viudo. Al final, sin embargo, admite ante Eva que, a pesar de sus sentimientos por ella, está decidido a evitar el destino del rey Marke (una referencia al tema de otra ópera de Wagner, Tristán e Isolda, en que un hombre viejo intenta casarse con una mujer mucho más joven), dando así su bendición a los jóvenes. David y Magdalena aparecen. Sachs anuncia al grupo que un nuevo maestro cantor ha aparecido, y que, siguiendo las reglas de los maestros cantores, va a ser bautizado. Como un aprendiz no puede servir como testigo del bautismo, promociona a David al rango de oficial con el tradicional cachete en la oreja. Luego bautiza la canción del premio como la Canción del sueño matinal (Selige Morgentraumdeut-Weise). Después de celebrar su buena fortuna con un quinteto ampliado, el grupo se marcha a la fiesta.
Escena 5: El prado cerca del río Pegnitz
Tiene lugar la festividad de san Juan. Las diversas cofradías celebran sus procesiones, culminando con la llegada de los maestros cantores. El público canta las alabanzas de Hans Sachs, el más amado y famoso de los maestros cantores. Comienza el concurso. Beckmesser intenta cantar los versos que había obtenido de Sachs. Sin embargo, tergiversa las palabras y fracasa, incapaz de encajarlas en la melodía apropiada, y acaba cantando tan torpemente que el público se ríe de él. Antes de salir enojado, grita que la canción no es ni siquiera suya; Hans Sachs le ha engañado para que la cantara. El público se muestra confuso, ¿cómo puede el gran Hans Sachs escribir una canción tan mala? Este explica que la canción no es suya, pero que de hecho es una bella canción que los maestros amarán, cuando la oigan cantada correctamente. Para probarlo, llama a un testigo: Walther. La gente queda tan expectante sobre la canción que permiten a Walther cantarla, y todo el mundo queda ganado a pesar de la novedad de la canción. Declaran a Walther ganador, y los maestros cantores quieren que sea un miembro de la cofradía allí mismo. Al principio Walther se siente tentado a rechazar la oferta, pero Sachs interviene una vez más y explica que el arte, incluso cuando es un arte contrario y rompedor como el de Walther, sólo puede existir dentro de una tradición cultural, tradición que lo sostiene y mejora. Walther está convencido; está de acuerdo en unirse. Pogner coloca la medalla simbólica de maestría alrededor de su cuello, y la gente canta una vez más en alabanza de Hans Sachs, el amado maestro cantor de Núremberg.

## Discografía
Aparte de las grabaciones de la ópera integral, son frecuentes los extractos sinfónicos y la «canción del premio», que tienen grabaciones de «excepcional calidad» como las de los tenores Richard Tauber (1927, recital, EMI Références) y Lauritz Melchior (1931, antología, Danacord).

### Recerca musicológica
- Theodor W. Adorno, Versuch über Wagner, »Gesammelte Schriften«, vol. 13, Frankfurt (Suhrkamp) 1971; ; traducción en inglés: In Search of Wagner, trad. Rodney Livingstone, Manchester (NLB) 1981.
- Frank P. Bär: Wagner — Nürnberg — Meistersinger: Richard Wagner und das reale Nürnberg seiner Zeit, Verlag des Germanischen Nationalmuseums, Nürnberg 2013, ISBN 978-3-936688-74-0.
- Dieter Borchmeyer, Das Theater Richard Wagners. Idee ─ Dichtung ─ Wirkung, Stuttgart (Reclam) 1982.
- Patrick Carnegy,  Wagner and the Art of the Theatre, New Haven/CT (Yale University Press) 2006, ISBN 0-300-10695-5.
- Attila Csampai/Dietmar Holland (ed.), Richard Wagner, »Die Meistersinger von Nürnberg«. Texte, Materialien, Kommentare, Reinbek (Rowohlt) 1981.
- Carl Dahlhaus: Wagners Konzeption des musikalischen Dramas, Regensburg (Bosse) 1971, 2. Auflage: München/Kassel (dtv/Bärenreiter) 1990.
- Carl Dahlhaus, Der Wahnmonolog des Hans Sachs und das Problem der Entwicklungsform im musikalischen Drama, en: Jahrbuch für Opernforschung 1/1985, pp. 9–25.
- Ludwig Finscher, Über den Kontrapunkt der Meistersinger, en: Carl Dahlhaus (ed.), Das Drama Richard Wagners als musikalisches Kunstwerk, Regensburg (Bosse) 1970, pp. 303–309.
- Lydia Goehr, »— wie ihn uns Meister Dürer gemalt!«: Contest, Myth, and Prophecy in Wagner's »Die Meistersinger von Nürnberg«, in: Jornal of the American Musicological Society 64/2011, pp. 51–118.
- Arthur Groos, Constructing Nuremberg: Typological and Proleptic Communities in »Die Meistersinger«, in: 19th-Century Music 16/1992, pp. 18–34.
- Arthur Groos, Pluristilismo e intertestualità: I »Preislieder« nei »Meistersinger von Nürnberg« e nella »Ariadne auf Naxos«, in: Opera & Libretto, 2/1993; Olschki, Firenze, pp. 225–235.
- Helmut Grosse/Norbert Götz (ed.), Die Meistersinger und Richard Wagner. Die Rezeptionsgeschichte einer Oper von 1868 bis heute, »Ausstellungskatalog des Germanischen Nationalmuseums Nürnberg«, Nürnberg (Germanisches Nationalmuseum) 1981.
- Klaus Günter Just, Richard Wagner ─ ein Dichter? Marginalien zum Opernlibretto des 19. Jahrhunderts, in: Stefan Kunze (ed.), Richard Wagner. Von der Oper zum Musikdrama, Bern/München (Francke) 1978, pp. 79–94.
- Marc Klesse, Richard Wagners »Meistersinger von Nürnberg«. Literatur- und kulturwissenschaftliche Lektüren zu Künstlertum und Kunstproduktion, München (AVM) 2018.
- Jürgen Kolbe (ed.), Wagners Welten. Katalog zur Ausstellung im Münchner Stadtmuseum 2003-2004, München/Wolfratshausen (Minerva) 2003.
- Stefan Kunze (ed.): Richard Wagner. Von der Oper zum Musikdrama, Bern/München (Francke) 1978.
- Stefan Kunze: Der Kunstbegriff Richard Wagners, Regensburg (Bosse) 1983.
- Jörg Linnenbrügger, Richard Wagners »Die Meistersinger von Nürnberg«. Studien und Materialien zur Entstehungsgeschichte des ersten Aufzugs (1861-1866), Göttingen (Vandenhoeck & Ruprecht) 2001.
- Alfred Lorenz, Das Geheimnis der Form bei Richard Wagner , vol. 3, Berlin (Max Hesse) 1931, Reprint Tutzing (Schneider) 1966.
- Jürgen Maehder, Wagner-Forschung versus Verdi-Forschung ─ Anmerkungen zum unterschiedlichen Entwicklungsstand zweier musikwissenschaftlicher Teildisziplinen, in: Arnold Jacobshagen (ed.), Verdi und Wagner, Kulturen der Oper , Wien/Köln (Böhlau) 2014, pp. 263–291, ISBN 978-3-412-22249-9.
- Jürgen Maehder: The Intellectual Challenge of Staging Wagner: Staging Practice at Bayreuth Festival from Wieland Wagner to Patrice Chéreau, in: Marco Brighenti/Marco Targa (ed.), Mettere in scena Wagner. Opera e regia fra Ottocento e contemporaneità, Lucca (LIM) 2019, pp. 151–174.
- Volker Mertens, Richard Wagner und das Mittelalter, en: Ulrich Müller/Ursula Müller (ed.), Richard Wagner und sein Mittelalter, Anif/Salzburg (Müller-Speiser) 1989, pp. 9–84.
- Barry Millington, Nuremberg Trial: Is there Anti-Semitism in »Die Meistersinger«?, en: Cambridge Opera Journal 3/1991, pp. 247–260.
- Barry Millington: The Wagner Compendium: A Guide to Wagner’s Life and Music, London (Thames & Hudson) 1992, ISBN 978-0-500-28274-8.
- Ulrich Müller/Ursula Müller (ed.): Richard Wagner und sein Mittelalter, Anif/Salzburg (Müller-Speiser) 1989.
- Ulrich Müller/Oswald Panagl, Ring und Graal. Texte, Kommentare und Interpretationen zu Richard Wagners »Der Ring des Nibelungen«, »Tristan und Isolde«, »Die Meistersinger von Nürnberg« und »Parsifal«, Würzburg (Königshausen & Neumann) 2002.
- Dieter Schickling, »Schlank und wirkungsvoll«. Giacomo Puccini und die italienische Erstaufführung der »Meistersinger von Nürnberg«, in: Musik & Ästhetik 4/2000, pp. 90–101.
- Klaus Schultz (ed.), Die Meistersinger von Nürnberg, programa de la Bayerische Staatsoper / Múnich, München (Bayerische Staatsoper) 1979 (ensayos de Peter Wapnewski, Hans Mayer, Stefan Kunze, John Deathridge, Egon Voss, Reinhold Brinkmann).
- Michael von Soden (ed.), Richard Wagner. Die Meistersinger von Nürnberg, Frankfurt (Insel) 1983.
- Jeremy Tambling, Opera and Novel ending together: »Die Meistersinger« and »Doktor Faustus«, in: Forum for Modern Language Studies 48/2012, pp. 208–221.
- Hans Rudolf Vaget, Wehvolles Erbe. Zur »Metapolitik« der »Meistersinger von Nürnberg«, in: Musik & Ästhetik 6/2002, pp. 23–39.
- Nicholas Vaszonyi (ed.), Wagner's Meistersinger. Performance, History, Representation, Rochester/NY (Univ. of Rochester Press) 2002, ISBN 978-158-046168-9.
- Egon Voss, »Wagner und kein Ende«. Betrachtungen und Studien, Zürich/Mainz (Atlantis) 1996.
- Peter Wapnewski: Der traurige Gott. Richard Wagner in seinen Helden, München (C. H. Beck) 1978.
- Peter Wapnewski: Richard Wagner. Die Szene und ihr Meister, München (C. H. Beck) 1978.
- John Warrack (ed.): »Die Meistersinger von Nürnberg«, Cambridge Opera Handbook, Cambridge (Cambridge University Press) 1994,  ISBN 0-521-44895-6.
- Johannes Karl Wilhelm Willers (ed.), Hans Sachs und die Meistersinger, »Ausstellungskatalog des Germanischen Nationalmuseums Nürnberg«, Nürnberg (Germanisches Nationalmuseum) 1981.
- Franz Zademack, Die Meistersinger von Nürnberg. Richard Wagners Dichtung und ihre Quellen, Berlin (Dom Verlag) 1921.